# Nabucodonosor I
Nabucodonosor I (em acádio: Nabucudurriusur), (1127 a.C. - 1105 a.C.) foi o quarto rei da Segunda dinastia de Isim e Quarta dinastia da Babilônia . Ele governou por 23 anos de acordo com a Lista de reis da Babilônia, e foi o monarca mais proeminente desta dinastia. Ele é mais conhecido por sua vitória sobre o Elão e a recuperação do ídolo de culto de Marduque.

## Biografia
Ele não tem relação com seu homônimo, Nabucodonosor II, que só governaria a Babilônia mais de 500 anos depois e veio a ser conhecido pelo nome de "Nabucodonosor" pelos estudiosos bíblicos. Por conseguinte, seria erro aplicar esta designação retroativamente ao primeiro rei, pois a sua aparição na história é mais tardia. Ele é identificado erroneamente nas Crônicas em relação ao reinado de Samassumauquim como o irmão de Siriquitisucamuna provavelmente no lugar de Ninurtacudurrusur. Ele sucedeu seu pai, Ninurtanadinsumi, e foi sucedido por sua vez, por seu filho Enlilnadinapli, irmão Marduquenadinaque e sobrinho Marduquesapiquezeri, os únicos membros desta família que sabe-se, reinaram durante a dinastia. Seu reinado se encerrou com a conquista da Babilônia pelos assírios.
A lenda Enmeduranqui, ou "a semente da realeza", é uma composição Sumerico-acadiana relatando sua investida sábia e perfeita (nancuzu) conduzida pelo deus Marduque e sua alegação de pertencer a uma linha de "distante de uma realeza anterior ao dilúvio" e ser um filho de Enmeduranqui, rei de Sipar.
Ela começa com um lamento sobre eventos anteriores que destruíram o reinado: "Naqueles tempos, no reinado do rei anterior, as condições mudaram. O senhor ficou irritado e ficou furioso. Ele deu o comando e os deuses abandonaram a [...] o seu povo foi incitado a cometer crimes. Os guardiões da paz ficaram furiosos, e subiram até a cúpula do céu, do espírito de justiça os abandonou... Os guardiões dos seres vivos, envergonharam-se das pessoas, todos eles se tornaram como se não existisse Deus. Demônios encheram a terra, os demônios Nantar [...] eles penetraram em todos os centros de culto. A terra enfraqueceu, sua sorte acabou.. Os ímpios, não esperavam perder todos os tesouros que estimavam, [...] a batalha, seu ataque foi rápido. Eles devastaram as habitações, Demônios deixaram tudo  em ruínas, O rei causou a ruína dos santuários. Esta era a semente da realeza anterior".
Segundo a lenda Enmedurani a batalha surpresa encaminhada contra o rei elamita Hutelutus-Insusinaque se estendeu até as margens do rio Ulai, a poeira da batalha escurecia até os céus. Ele então ao investir quando não esperavam foi capaz de derrotar o rei elamita que não organizou seu exército e sempre recuava, na batalha recuperou a estátua de Marduque (aqui chamado de Bel). A campanha destruiu Elão com poder e destreza, foi marcada na mente dos babilônios de forma parecida com o cerco de Troia para os gregos antigos.
Esta famosa vitória foi celebrada em hinos, poesia épica e da profecia Marduque. (Conhecido como "Nabucodonosor e Marduque" ou a "Epopeia de Nabucodonosor".)
Essa epopeia é  um documento que conta de forma poéticas a lendária história da recuperação da estátua de Marduque e é um dos dois hinos que glorificavam as realizações militares da Babilônia.
O Hino a Marduque, comemora a vitória sobre os elamitas, é atribuído a ele. É uma pseudo-autobiografia poética, que descreve e interliga os eventos que precedem o retorno da estátua resgatada do reino de Elão e sua instalação triunfante na Babilônia com a retomada do culto do deus Marduque.